# ジョン・コリリアーノ
ジョン・コリリアーノ（John Corigliano、1938年2月16日 - ）は、アメリカ合衆国の現代音楽の作曲家。ニューヨーク出身。父ジョン・ポール・コリリアーノ・シニアはニューヨーク・フィルハーモニックのコンサートマスターを23年間務めたヴァイオリニストであり、母はピアニストである。

## 経歴
コロンビア大学、マンハッタン音楽学校で作曲を専攻し、オットー・ルーニング、ヴィットリオ・ジャンニーニ、ポール・クレストンに師事した。
作曲家として成功する前は、レナード・バーンスタインの『ヤング・ピープルズ・コンサート』の助監督、アンドレ・ワッツなどの演奏会のプロデューサーなどを務めた。
1970年、デイヴィッド・ヘスと共同でロック・オペラ『ザ・ネイキッド・カルメン』を制作した。ヘスによれば、『ザ・ネイキッド・カルメン』は、もともとコリリアーノがビゼーのオペラ『カルメン』の現代版オペラとして発案したものだという。マーキュリー・レコードは、ジョー・ボット、スコット・マンプ、ボブ・リノが話し合い、クラシック音楽とポピュラー音楽の融合を希望し、その方向で企画が実現されることになった。ヘスの言葉によれば、『ネイキッド・カルメン』は「融合」の企画だった。同様の試みとしては、ボブ・ディランの詩に自ら曲を付けた歌曲集『ミスター・タンブリン・マン：ボブ･ディランの7つの詩』がある。この曲は2009年度のグラミー賞 クラシック現代作品部門を受賞した。
コリリアーノの作品はほとんどがオーケストラ作品である。3曲の交響曲（それぞれオーケストラ、弦楽合奏、吹奏楽のための作品）、協奏曲（クラリネット、フルート、ヴァイオリン、オーボエ、ピアノのための作品）。
1991年、交響曲第1番でグロマイヤー賞を受賞、2001年、交響曲第2番（弦楽合奏のための）でピューリッツァー賞を受賞した。
その他、弦楽四重奏曲などの室内楽曲、メトロポリタン・オペラの委託で作曲したオペラ『ヴェルサイユの幽霊』（映像収録はLD発売およびNHK放映、2010年に指揮者ジェームズ・レヴァイン就任METデビュー40周年記念で未発売DVD化TV収録作品をBOX-Set化した際に限定発売）などがある。
また映画音楽の分野では、『アルタード・ステーツ』（1980年、アカデミー作曲賞候補。なおポスター、パンフレットではジョン・コリグリアーノと誤記された）、『レボリューション・めぐり逢い』（1985年、アントニー・アスキス賞受賞）、『レッド・バイオリン』（1999年、アカデミー作曲賞受賞）のスコアで高く評価された。『レボリューション・めぐり逢い』は、交響曲第1番（1988年）にも引用されており、印象的な作品であるが、録音媒体でのリリースはない。2003年には『レッド・バイオリン』を引用した最初のヴァイオリン協奏曲を発表した。
1996年、コリリアーノの名前にちなんで、コリリアーノ四重奏団が結成された。
2004年、『管楽アンサンブルのための交響曲第3番』が発表された。
現在、ニューヨーク市立大学リーマン校の音楽科教授を務める。門下にエリック・ウィテカー、エリオット・ゴールデンソール、ジョン・マッキー、アヴネル・ドルマン、メイソン・ベイツ、ジェファーソン・フリードマンなど多数の作曲家がいる。
コリリアーノはゲイをカミングアウトしており、パートナーは作曲家マーク・アダモである。